# Muramatsu Naoto
Naoto Muramatsu (sinh ngày 4 tháng 5 năm 1977) là một cầu thủ bóng đá người Nhật Bản.

## Sự nghiệp câu lạc bộ
Naoto Muramatsu đã từng chơi cho Yokohama Marinos.